# Gran i General Consell
El Gran i General Consell (en castellano, Gran y General Consejo) era el máximo órgano político-administrativo y de representación del Reino de Mallorca. Dado que el reino no tenía cortes, adoptó muchas de sus funciones, incluida la creación de un órgano que lo representaba (la Juraria o Jurats de la Ciutat i Regne de Mallorca). Su núcleo se fundó en 1249 y la institución fue suprimida el 22 de julio de 1718 por Felipe V amparándose en el Decreto de Nueva Planta de Gobierno de Mallorca e Ibiza (28 de noviembre de 1715), junto con todo el derecho público mallorquín.

## Diferencias con las cortes
- No convocaba las reuniones el rey sino los jurados.
- No estaban todos los estamentos.

## Semejanzas con las cortes
- Órgano colegiado, con todos los brazos (12 caballeros, 12 ciudadanos, 8 mercaderes, 12 menestrales, 28 representantes de las villas), salvo el eclesiástico y otros grupos sin representación oficial (esclavos, libertos, jornaleros, etc.).
- Órgano de cooperación con el rey, en el gobierno y la legislación, y de control de la actuación de la monarquía sobre todo en relación a las competencias del Gran i General Consell.

## Funciones
- Deliberación, convocado por los jurados y sin la presencia del virrey (no tenía funciones ejecutivas, pues; la ejecución correspondía a los jurados y a los síndicos nombrados especialmente).
- Toma de decisiones, por mayoría simple (per escrutini de més veus).
- Defensa de las franquezas y otras constituciones del Reino (que incluía su compilación).
- Ayuda a los funcionarios reales.

## Competencias
- Elaboración de leyes, que después debía aprobar el virrey o el rey directamente, según su importancia.
- Proposición de leyes al rey.
- Redacción y aprobación de los estatutos para la regulación de los servicios de su competencia.
- Gestión de la hacienda pública con los impuestos propios: imposición de derechos para la ordenación de los ingresos y gastos.
- Promoción de la economía, especialmente garantizando el abastecimiento de trigo.
- Representación del Reino y defensa del orden constitucional y jurídico propio.
- Defensa: organización de la milicia; gestión de las unidades militares propias; compra, fabricación y dotación de armamento; fortificación.
- Sanidad y beneficencia.
- Pesos y medidas oficiales.
- Obras públicas.
- Comercio.
- Cultura, enseñanza y religión.

## Composición
- Consell Plener, formado por todos sus miembros: 72 consejeros (1614-1715).
- Consell Menor o Consell Secreto, comisión delegada ejecutiva del Consell Plener: 30 consejeros, de los cuales un mínimo de 3 deben representar a las villas.
- Jurados de la ciudad y reino, o Juraria, que lo presiden, presididos a la vez por el jurat militar o jurat en cap.

## Elección
- Por insaculación, desde 1447.

## Sede
- Sala de la Juraria, en la plaza de Les Corts de la ciudad de Mallorca (actual edificio del Ayuntamiento de Palma de Mallorca).